# Omar Calhoun
Omar Lasgoun Calhoun (Brooklyn, 26 november 1993) is een Amerikaans basketballer.

## Carrière
Calhoun speelde collegebasketbal voor de Connecticut Huskies van 2012 tot 2016. Hij speelde daarna twee seizoenen voor Espoo United eerst in de Finse tweede klasse en daarna in de Finse tweede klasse. Voor het seizoen 2018/19 tekende hij voor Pallacanestro Cantù maar verlaat de club in november 2018. Hij speelde het seizoen uit bij Spartak Vladivostok in Rusland.
Voor het seizoen 2019/20 tekende hij bij Stal Ostrów Wielkopolski in Polen maar verliet de club in oktober 2019 al voor Kataja Basket Club uit Finland. In februari 2020 verliet hij Kataja voor Atomerőmű SE uit de Hongaarse eerste klasse. Calhoun speelde in het seizoen 2020/21 voor BK Ternopil Tneu uit Oekraïne. Voor het seizoen 2021/22 tekende hij bij Okapi Aalst in de BNXT League nadat Shavon Coleman een blessure opliep tijdens een oefenwedstrijd. In februari 2022 werd zijn contract niet verlengd en verliet hij de ploeg en tekende bij OSE Lions in de Hongaarse eerste klasse.
Voor het seizoen 2022/23 tekende hij bij de Griekse eersteklasser Apollon Patras BC. In februari 2024 tekende hij bij BC Koetaisi 2010 in Georgië. In oktober 2024 tekende hij opnieuw in de Belgische competitie bij Okapi Aalst. In maart 2025 maakte hij de overstap naar het Finse Bisons Loimaa waar hij de naar de Antwerp Giants vertrokken Symir Torrence verving.